# 김소진 (소설가)
김소진(金昭晉, 1964년 1월 17일 ~ 1997년 4월 22일)은 대한민국의 소설가다.

## 생애와 작품들
김소진은 강원특별자치도 철원군 김화읍에서 태어나 1967년에 서울로 이주하여 성장해 서울대학교 영문과를 입학했으며, 1990년 한겨레에 입사하여 신문기자로 일했다.
1991년 경향신문 신춘문예에 〈쥐잡기〉가 당선되어 등단하였다. 1993년 《열린 사회와 그 적들》(솔출판사, ISBN 89-85062-32-8), 1995년 《장석조네 사람들》, 1995년 《고아떤 뺑덕어멈》(솔출판사, ISBN 89-85062-97-2) 등 단편 소설집과 장편 소설을 연달아 간행, 같은 세대 작가들 사이에서 일약 주목받는 위치에 올라섰다.
1995년 한겨레를 퇴사하고 전업 작가를 선언했으며, 1996년에 《자전거 도둑》, 《양파》(세계사, ISBN 89-338-0082-4)를 출간한 이후에도 〈신풍근 배커리 약사(略史)〉, 〈눈 속에 묻힌 검은 항아리〉 등의 단편을 꾸준히 발표하며 필력을 과시했다. 1996년 문화의 날에 제4회 젊은예술가상을 수상하였다.
1997년 2월에는 계간 한국문학의 편집위원으로 참여했으나, 얼마 지나지 않아 동년 3월에 췌장암 판정을 받아 신촌 세브란스병원에 입원했고 그 다음 달인 4월 22일 동서한방병원에서 별세했다.
유족으로는 1993년에 결혼한 소설가 함정임과 아들 김태형이 있으며, 대표적인 작품으로는 단편소설집 《열린 사회와 그 적들》, 장편소설 《장석조네 사람들》(1995), 단편소설집 《자전거 도둑》(1996), 창작 동화 《열한 살의 푸른 바다》(1996)가 있다.

## 주요 작품집
문학동네에서 출간한 총 6권의 전집이 있다.
- 장석조네 사람들 (김소진 장편소설)
- 열린 사회와 그 적들 (김소진 단편소설집)
- 자전거 도둑 (김소진 단편소설집)
- 신풍근 배커리 약사 (김소진 소설)
- 바람부는 쪽으로 가라 (김소진 짧은 소설)
- 그리운 동방 (김소진 산문)